# Aurkleven
Der Aurkleven ist ein großer Talkessel im ostantarktischen Königin-Maud-Land, dessen Talboden teilweise von einer Moräne eingenommen wird. Er liegt zwischen den Bergen Kubus und Klevekampen in den Filchnerbergen der Orvinfjella.
Anhand von Luftaufnahmen kartiert wurde der Kessel bei der Dritten Norwegischen Antarktisexpedition (1956–1960). Sein norwegischer Name bedeutet ins Deutsche übersetzt „Geröllkammer“.